# تشيب كيلي
تشيب كيلي (بالإنجليزية: Chip Kelly)‏ هو مدير فني أمريكي، ولد في 25 نوفمبر 1963 في دوفر في الولايات المتحدة.